# 刘小涛
刘小涛（1970年7月—），男，汉族客家人，祖籍广东兴宁罗浮镇，中华人民共和国政治人物。中国人民大学劳动人事学院劳动经济专业本科毕业，广东省社会科学院政治经济学专业在职研究生学历。曾任广东省汕头市市长，中共潮州市委书记、广东省人民政府秘书长，浙江省人民政府副省长，中共浙江省委常委、温州市委书记，中共江苏省委常委等职务。现任中共江苏省委副书记、苏州市委书记。

## 生平

### 早年及广东省
1991年12月加入中国共产党。1992年7月在中国人民大学劳动人事学院劳动经济专业本科毕业后，任广东省劳动局工资处科员。1995年5月，任广东省劳动厅工资福利处主任科员。2000年6月，任广东省劳动和社会保障厅办公室副主任。2004年11月，任广东省劳动和社会保障厅企业退休人员社会化管理服务处处长。2005年5月，任广东省劳动和社会保障厅办公室主任。2008年8月，任广东省地税局副局长、党组成员（2011年3月－2012年1月在中央党校一年制中青年干部培训二班学习）。
2012年4月，任中共茂名市委常委，市人民政府副市长、党组副书记，2013年7月兼任市社会工作委员会副主任。2014年4月，任中共茂名市委常委、电白区委书记、茂名水东湾新城党工委书记。
2016年5月，任中共汕头市委副书记，提名为市长候选人，次年1月正式当选为汕头市人民政府市长。2016年11月中共汕头市党代会上，刘小涛曾公开向在场的党代表报出自己的手机号，方便党代表随时与其取得联系。
2017年6月，任中共潮州市委书记。
2019年5月，转任广东省人民政府秘书长。

### 浙江省
2020年4月，调任浙江省人民政府副省长，晋升副部级。
2021年8月，任中共浙江省委常委、温州市委书记。

### 江苏省
2023年10月，转任中共江苏省委常委、苏州市委书记。
2025年5月，升任中共江苏省委副书记。